# 아지타 가니자다
아지타 가니자다(Azita Ghanizada, 1979년 11월 17일 ~ )는 미국의 배우이다.

## 출연 작품
- 컴플리트 언노운 (2016)
- 블러드 샷 (2013)
- 알파스 2 (2012)
- 알파스 1 (2011)
- 터프 트레이드 (2010)